# Frédéric Lordon

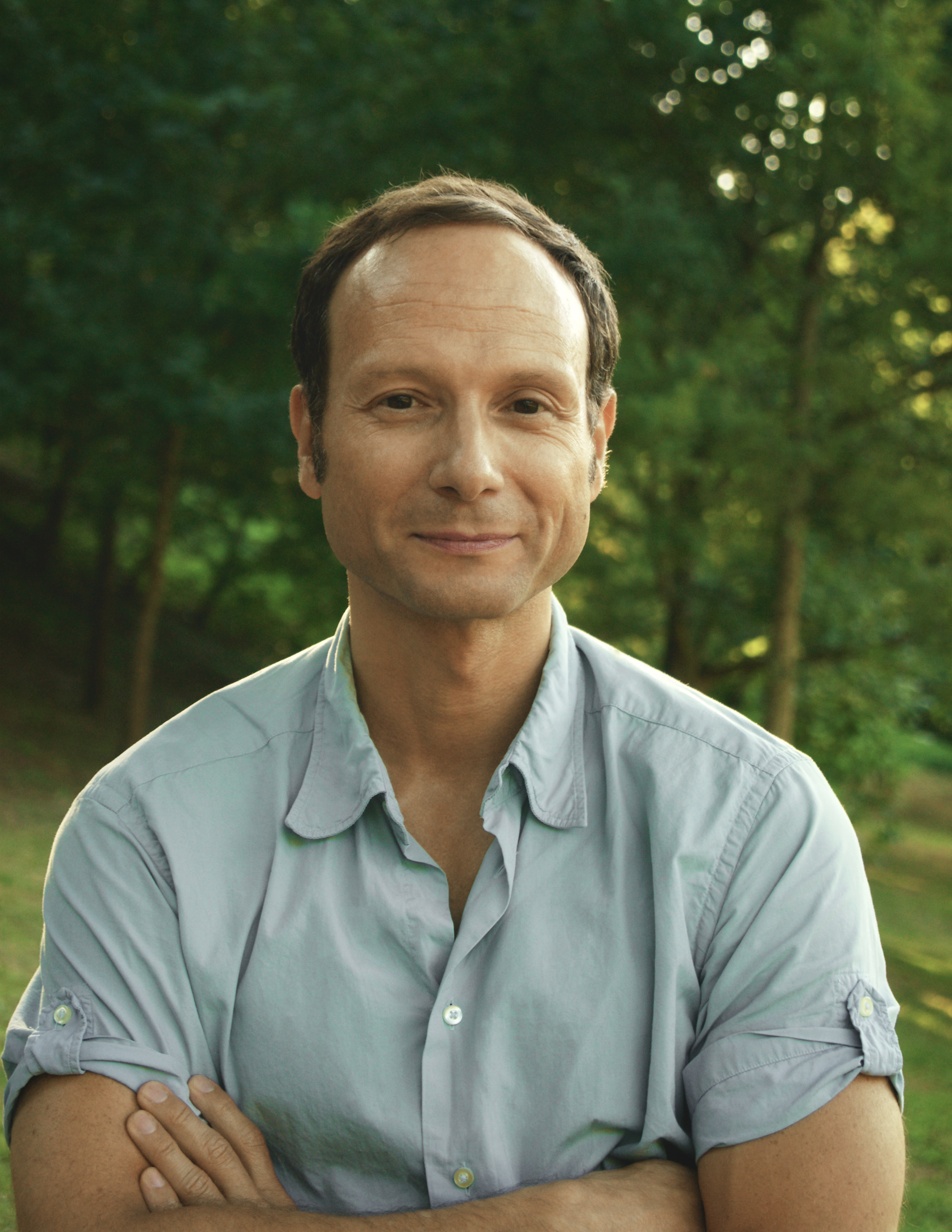
Frédéric Lordon 2013.

Frédéric Lordon, född 15 januari 1962, är en fransk ekonom och forskningsledare i CNRS. 

## Utbildning och karriär
Lordon tog examen vid École nationale des ponts et chaussées 1985 och vid Institut supérieur des affaires 1987. Han undervisar vid École des hautes études en sciences sociales i Paris. Sedan 2004 har han varit forskningsdirektör vid ett forskningslaboratorium knutet till Centre national de la recherche scientifique.

## Verksamhet
Lordon tolkar Spinozas conatus för att frigöra sig från Althussers strukturalistiska tolkning och försöker återinföra dimensionen att det är individuella subjekt som handlar i samhällets sociala förbindelser.  Han syftar att närma ekonomi- och sociologivetenskaperna. 
Som observatör av den rådande krisen för kapitalismen deltar han i den offentliga debatten och är en regelbunden skribent i Le monde diplomatique, där han driver bloggen La pompe à phynances. Han är medlem av Économistes atterrés ("Golvade ekonomer")], en grupp bildad av ekonomer 2010 för att tillbakavisa  förhärskande ekonomiska uppfattningar, såsom den effektiva marknadshypotesen. Som tidig iakttagare av subprimelånekrisen föreslog han en skatt som han kallade SLAM (Shareholder Limited Authorized Margin), vars syfte skulle vara att begränsa profit så att företag styrs ”inte enbart av aktiemarknadens intressen”.

## Böcker
- Les Quadratures de la politique économique ("The quadratures of political economy"), Paris, Albin Michel, 1997
- Fonds de pension, piège à cons. Mirage de la démocratie actionnariale ("Pension funds, a trap for fools. Mirage of shareholder democracy"), Paris, Liber/Raisons d'agir, 2000
- La Politique du capital ("The capitalist policy"), Paris, Odile Jacob, 2002
- Et la vertu sauvera le monde ("And virtue will save the world"), Paris, Liber/Raisons d'agir, 2003
- L'intérêt souverain — Essai d'anthropologie économique spinoziste ("The sovereign interest — Essay of spinozean anthropology"), Paris, La Découverte, 2006
- Spinoza et les sciences sociales. De l'économie des affects à la puissance de la multitude ("Spinoza and the social sciences. From the sentimental economy to the power of the multitudes"), In collaboration with Yves Citton. Paris, Éditions Amsterdam, 2008
- Jusqu'à quand ? Pour en finir avec les crises financières ("Until when? To put an end to financial crises"), Paris, Éditions Raisons d’agir, 2008
- Conflits et pouvoirs dans les institutions du capitalisme ("Conflicts and powers in the capitalist institutions"), Presses de la Fondation des Sciences Politiques, Paris, 2008
- La crise de trop – Reconstruction d'un monde failli ("The crisis of too much _ Reconstruction of a failed world"), Paris, Éditions Fayard, 2009
- Capitalisme, désir et servitude. Marx et Spinoza ("Capitalism, desire and servitude. Marx and Spinoza"), La Fabrique éditions, 2010
- D'un retournement l'autre. Comédie sérieuse sur la crise financière (""From one turn to another. Serious comedy on the financial crisis), Paris, Seuil, 2011
- L'intérêt souverain – Essai d'anthropologie économique ("The sovereign interest — Essay of economic anthropology"), Paris, La Découverte, 2011